# 1982 en Inde
Chronologie de l'Inde
- 1978
- 1979
- 1980
- 1981
- 1982
- 1983
- 1984
- 1985
- 1986

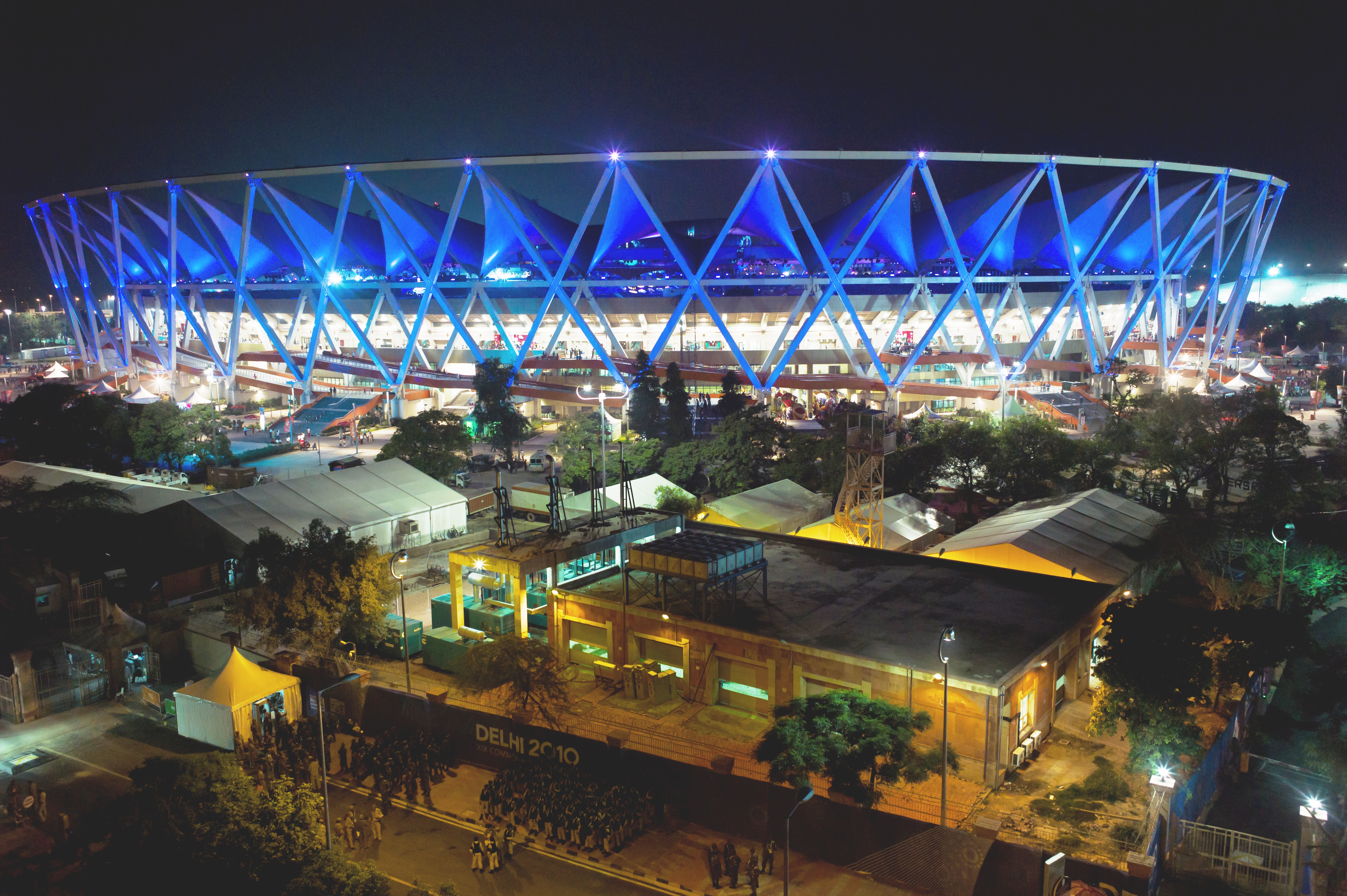
Inauguration du stade Jawaharlal Nehru à Delhi.

Cette page concerne les évènements survenus en 1982 en Inde :

## Évènement
- jour de l'Onam : Intoxications alcooliques de Vypeen (en) (bilan : 77 morts, 63 personnes rendues aveugles, 15 estropiés et 650 familles réduites  à la misère).
- 18 janvier : Grande grève du textile de Bombay (en).
- 12 mars : Affrontements de Gonda (en), un prétendu affrontement collectif se produit dans le village de Madhavpur, situé dans la zone du poste de police de Katrabazar, dans le district de Gonda.
- 10 avril : Lancement du satellite INSAT-1A (en).
- 30 avril : Massacre de Bijon Setu (en), meurtre et immolation de seize Sâdhus.
- 21 juin : Crash du vol 403 d'Air India à Bombay (94 survivants sur les 111 personnes à bord).

## Cinéma
- 29e cérémonie des Filmfare Awards
- 29e cérémonie des National Film Awards (en)
- Les films Vidhaata (en), Prem Rog (en) , Namak Halaal (en), Khud-Daar (en) et Farz Aur Kanoon (en) sont classés premiers au box-office pour l'année 1982.
- Autres sorties de film :
  - Affaire classée
  - Disco Dancer
  - Gandhi

## Littérature
- Durgaastamana (en), roman de T. R. Subba Rao (en).

## Sport
- Coupe Nehru (en) (football)
- Coupe du monde masculine de hockey sur gazon à Bombay.
- Participation de l'Inde aux Jeux asiatiques (en) à New Delhi (Athlétisme - Boxe)
- Participation de l'Inde aux Jeux du Commonwealth (en) à Brisbane.

## Création
- Indian Journal of Gastroenterology (en), bimensuel.
- Stade Jawaharlal Nehru à Delhi.

## Dissolution
- Hindustan Standard (en), quotidien.
- Indian Open (tennis) (en)
- Janakiya Samskarika Vedi (en)